# Hippotis mollis
Hippotis mollis är en måreväxtart som beskrevs av Paul Carpenter Standley. Hippotis mollis ingår i släktet Hippotis och familjen måreväxter. Inga underarter finns listade i Catalogue of Life.